# Nærdødsoplevelse
Nærdødsoplevelse - bedre frase recalled experience of death - er en oplevelse, som mennesker har haft af at være nær ved at dø eller være tæt på døden. De fleste har haft oplevelsen, når de har været livløse i kortere eller længere tid i forbindelse med sygdom eller ulykke, og derefter er blevet genoplivet.
Der er en stigende interesse for nærdødsoplevelser, og de nye teknologiske muligheder for at genoplive patienter har betydet, at oplevelserne er blevet langt mere almindelige de seneste halvtreds år. Ifølge en amerikansk undersøgelse fra 2011 var der på det tidspunkt 9 millioner mennesker alene i den amerikanske befolkning, som havde rapporteret at have haft en nærdødsoplevelse De fleste mennesker, som har haft nærdødsoplevelser, mener eller hævder bagefter, at der findes liv efter døden.

## Historie
Der findes beretninger om nærdødsoplevelser i alle store religioner og kulturer. Helt tilbage til 700-tallet foreligger der en beskrivelse af en nærdødsoplevelse, fortalt af den engelske benediktinermunk Beda den Ærværdige (673-735).

## Nærdødsoplevelsen

### Karakteristika ved oplevelsen
Personer som har haft nærdød-oplevelse beskriver denne med et eller flere af disse karakteristika:
- Forandret følelsetilstand, fredfyldt, uden smerte og frygt.
- Oplever en summende lyd og oplever sig adskilt fra kroppen, som de kan se fra et punkt over dem. Klar bevidsthed og kan bevæge sig gennem vægge.
- Er bevidste om en anden virkelighed, og bevæger sig hurtigt gennem tunnel.
- De drages mod et lys, som beskrives som blændende og af stor skønhed, uden at blænde. Nogle oplever et alvidende væsen af lys.
- De kan opleve et hurtigt, altomfattende tilbageblik i hele deres eget liv, i en tilstand uden for tid og rum.
- Nogle oplever en paradisisk verden af skønhed.
- Nogle når en grænse som de ikke kan eller må passere – og der er ingen beskrivelser fra nogle som skulle have passeret denne grænse. Ved denne grænse beslutter de eller bliver bedt om at vende tilbage til livet.
- Der findes også beskrivelser (men færre, eller ikke så ofte fortalt) som beskriver rædselsvækkende visioner af helvedsriger med skræk og angst.
- For mennesker som har haft nærdødsoplevelser er det en oplevelsesmæssig kendsgerning at bevidstheden fortsætter efter døden

Ifølge forskning lader nærdødsoplevelsesminder til at have mere detajleringsgrad end andre virkelige hændelser.
 Oplevelserne er blevet mere almindelige. Ifølge en amerikansk undersøgelse fra 1982 havde 8 millioner ud af den amerikanske befolkning haft en nærdødsoplevelse.

### Ud-af-kroppen
Et specielt fænomen i forbindelse med nærdødsoplevelser, er ud-af-krop-oplevelserne. Her oplever den døende, at han eller hun svæver ud af den fysiske krop, ofte fire-seks meter over denne, men også længere væk. Herfra ser man sig egen livløse krop, og måske også, hvordan lægerne forsøger genoplivning.
Psykoanalytikeren Carl Gustav Jung havde en sådan oplevelse, da han var ved at dø af et hjertetilfælde i 1944. I hans version befandt han sig højt oppe i verdensrummet, hvorfra han kunne se jordkloden med Sri Lanka under sig.
I forbindelse med disse ud-af-krop-oplevelser har nogle beskrevet, at deres sjælelige legeme var forbundet med den fysiske krop ved en slags navlestreng, en sølvsnor. Denne sølvsnor, har muligvis forbindelse til hjerteområdet. Så længe den er intakt, kan man vende tilbage til den fysiske krop. Når den brister, er dette udelukket, og man dør fysisk.
Ud-af-krop-oplevelsen er dog ikke kun noget, der kan forekomme, når man er ved dødens grænseegne. De kan også opstå helt spontant ved raske mennesker. For eksempel under ekstrem stress, forud for migræne-anfald, og endog tilfældigt. De kan opleves under drømme, de såkaldte klare eller lucide drømme. Og de kan fremkaldes bevidst ved meditation, noget buddhistmunke og shamaner siges at have benyttet sig af.
Ud-af-krop- og nærdødsoplevelser findes beskrevet flere steder i litteraturen. Cand. psyk. Else Kammer Laursen peger i sin bog "Ud-af-krop-oplevelsen og døden" bl.a. på "Lykkens Kalosker" og "Den lille Pige med Svovlstikkerne" af H.C. Andersen. Ernest Hemingway har også beskrevet en sådan oplevelse i bogen "Farvel til Våbnene".

### Livsforandring
Karakteristisk for personer, der har haft nærdødsoplevelser er, at deres liv forandres radikalt bagefter. De bliver mere tolerante og kærlige, får større interesse for åndelige værdier, og får et mere afklaret, og mindre angstfyldt forhold til døden.

## Teorier om nærdødsoplevelser

### Spirituelle og psykologiske teorier
Ifølge de mest udbredte og populære teorier, er nærdødsoplevelser præcist, hvad de giver sig ud for at være. Ifølge disse teorier er nærdødsoplevelser således udtryk for, at der findes en sjæl eller immateriel verden.
Den czekisk-amerikanske psykiater Stanislav Grof, der bl.a. har beskæftiget sig med døende i LSD-terapi, mener, at oplevelserne fra døende patienter er ualmindeligt overbevisende. Han mener, at de i høj grad kan bidrage til troen på en eller anden form for eksistens hinsides den fysiske død.
Ifølge nogle spirituelle opfattelser om en evig sjæl, er det vigtigt at man dør på en ordentlig måde. Dette er den svenske psykiater og parapsykolog Nils-Olof Jacobson inde på i "Livet efter døden?", hvor han fortæller, at sjælen, hvis den ikke erkender at være død, kan forblive i en slags pinefuld mellemtilstand, hvorfra den ikke kan "komme videre".
Nils-Olof Jacobson er på linje med denne opfattelse. Han mener, at det foreliggende materiale om parapsykologi og dødsoplevelser, om ikke beviser overlevelse, så dog er så omfattende, at det kan begrunde rationel grundet tro på overlevelse. For, som han skriver, videnskaben har ikke bevist liv efter døden, men den har endnu mindre bevist, at døden er afslutningen på alt.
Den schweiziske psykoanalytiker Marie-Louise von Franz, der bl.a. har skrevet en bog om "Drøm og død", mener, at døendes drømme forbereder bevidstheden på vidtgående forvandlinger og på en fortsættelse af livsprocessen. Hun har fundet frem til, at døendes drømme har temaer og strukturer, der er i overensstemmelse med forskellige religioners lære om livet efter døden.
C.G. Jung havde nogle drømme om sin afdøde kone og far, som gav ham meningsfulde oplevelser af sjælens udvikling efter døden.

### Religiøse tekster
Beskrivelser af processerne og oplevelser efter døden er beskrevet i den flere tusinde år gamle tibetanske dødebog (Bardo Thödol) samt i tilsvarende ægyptiske dødebøger.

### Kulturvidenskabelige teorier
Kulturforskning har vist, at folk har haft de samme typer af nærdødsoplevelser over hele verden, og at ideerne om den slags oplevelser har været nogenlunde ens siden oldtiden. Dette tyder på, at nærdødsoplevelser er en form for universel menneskelig erfaring.

### Tværvidenskabelige teorier
Et tværvidenskabeligt forsøg på at undersøge fænomenet gøres i "International Association for Near-Death Studies" (IANDS) som samler beretninger fra rundt om i verden.

### Biomedicinske teorier
Inden for biologisk medicin mener nogle, at nærdødsoplevelsen beror på en forandring i blodgennemstrømningen til hjernen, hvad der kan give hallucinationer når hjernen mangler ilt.

## I Danmark
Der er også i medier og bøger et stigende antal beretninger om danskere, der har haft nærdødsoplevelser. Flere kendte eller velansete danskere har desuden stået frem og fortalt om deres nærdødsoplevelser. Heriblandt den danske professor i psykologi Peter Elsass, der oplevede at komme i kontakt med en åndelig virkelighed, da han lå i koma på intensivafdeling. En anden er den danske forfatter og journalist Signe Wenneberg, der havde en ud af kroppen oplevelse tæt på døden.
Emnet er blandt andet blevet berørt af den danske forfatter Jes Bertelsen. Emnet har også optaget forskeren Rane Willerslev, professor i evolutionsbiologi, der selv har haft en nærdødsoplevelse. I januar 2023 udgav Kristeligt Dagblad et magasin, der omhandlede nærdødsoplevelser og blandt andet havde interview med Willerslev. Her mener Willerslev, at forskning i nærdødsoplevelser rummer svaret på videnskabens største spørgsmål.

## Film som omhandler nærdødsoplevelse
- 90 Minutes in Heaven (en)
- Heaven Is for Real (en)
- Miracles from Heaven (en)
- Saved by the Light (en)